# Gastromicans vigens
Gastromicans vigens är en spindelart som först beskrevs av Peckham, Peckham 1901.  Gastromicans vigens ingår i släktet Gastromicans och familjen hoppspindlar. Inga underarter finns listade i Catalogue of Life.